# Senator, you're no Jack Kennedy

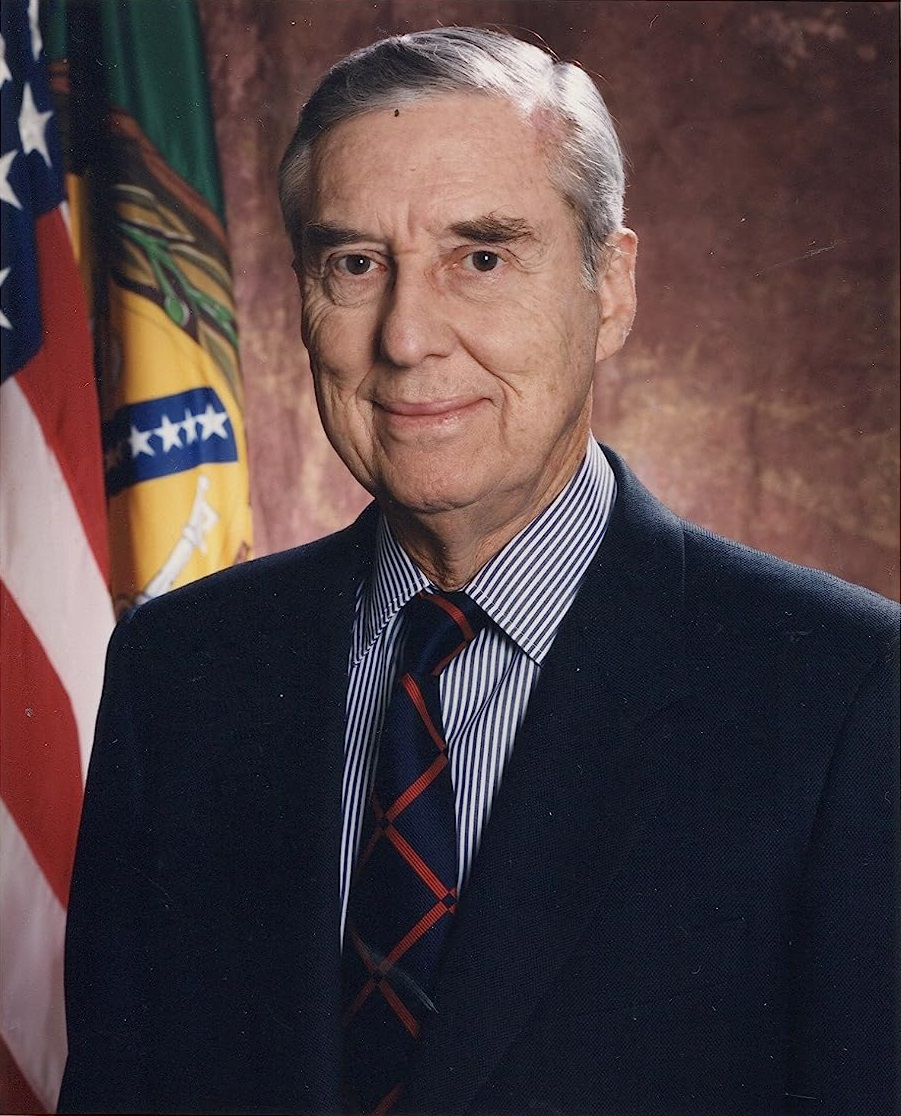
Lloyd Bentsen

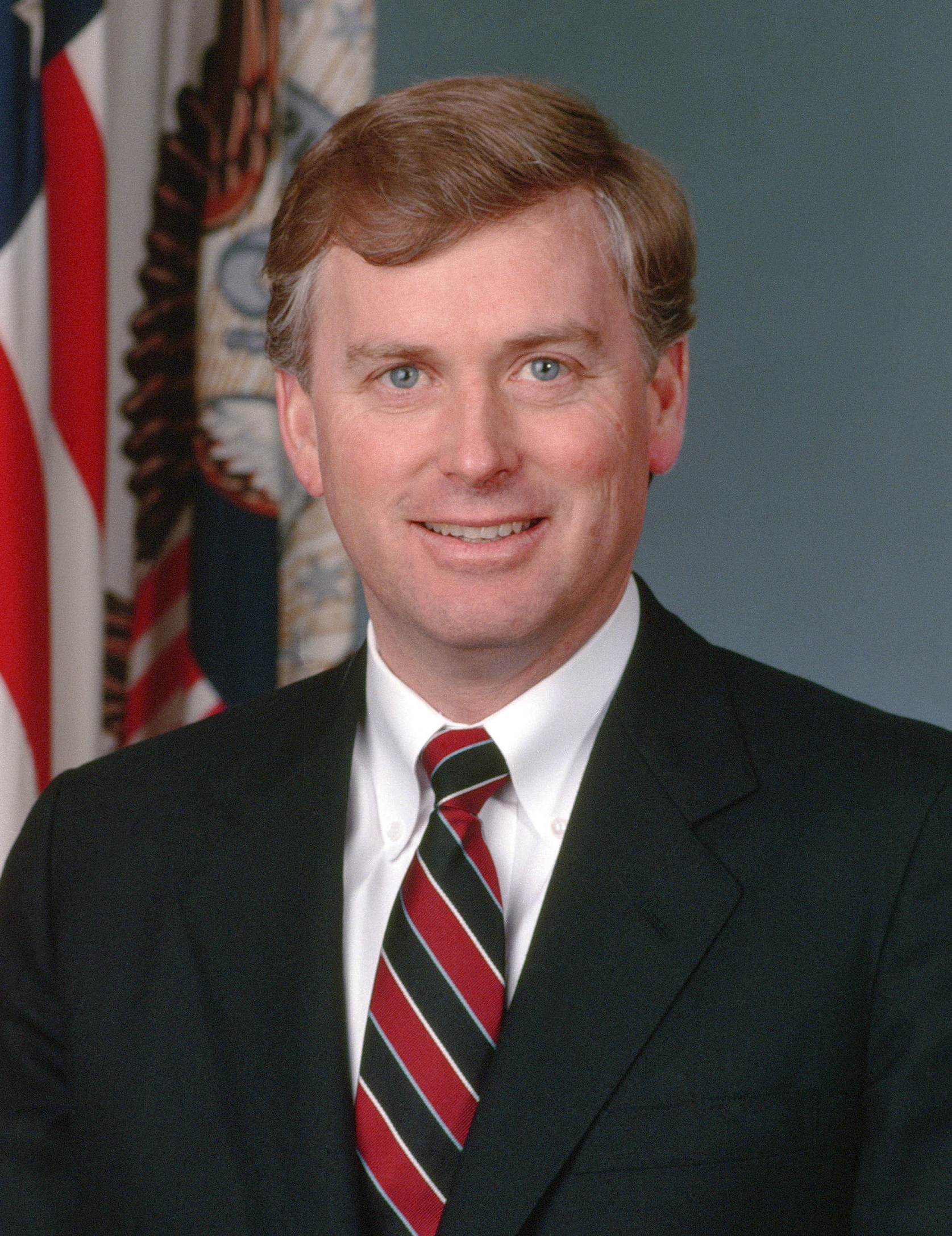
Dan Quayle

«Senator, you're no Jack Kennedy» (in italiano «Senatore, lei non è Jack Kennedy») è una frase pronunciata il 5 ottobre 1988 da Lloyd Bentsen, candidato alla vicepresidenza degli Stati Uniti d'America per il Partito Democratico alle elezioni presidenziali di quell'anno, durante un dibattito televisivo con l'omologo repubblicano Dan Quayle.
Bentsen pronunciò la frase in risposta a Quayle dopo che quest'ultimo aveva comparato la propria esperienza parlamentare pregressa a quella di John Fitzgerald Kennedy, da lui chiamato "Jack"; l'espressione è poi entrata a far parte del gergo statunitense, sia in ambito politico che non, come critica nei confronti di coloro che tendono a sopravvalutarsi, a essere troppo pretenziosi e ad avere un'opinione eccessivamente alta di sé.

## Contesto
Durante la campagna elettorale per le elezioni presidenziali del 1988, il comitato del Partito Democratico si trovò presto in difficoltà nel fare i conti con la scarsa attitudine mediatica e l'impacciatezza espressiva dei propri candidati alla presidenza e alla vicepresidenza, rispettivamente Michael Dukakis, 55 anni, e Lloyd Bentsen, 67 anni. In particolare Bentsen, con una già lunga carriera politica alle spalle, accusava profondamente il confronto con l'omologo candidato repubblicano Dan Quayle, 41 anni, molto più spigliato e disinvolto dinnanzi alle telecamere. Consapevole di ciò e preoccupato di sfigurare al cospetto dell'avversario, il senatore democratico chiese invano la cancellazione del dibattito televisivo previsto per il 5 ottobre di quell'anno al Civic Auditorium di Omaha.
Il campaign manager democratico Tad Devine decise pertanto di sottoporre Bentsen a un'intensa preparazione, inscenando con i collaboratori dello staff una serie di dibattiti simulati, nei quali il "ruolo" di Quayle era "interpretato" dal deputato Dennis Eckart. Quest'ultimo, insieme ad altri collaboratori, iniziò a presenziare ai comizi del candidato vicepresidente repubblicano e a registrarli, al fine di comprenderne la strategia espressiva e raccogliere elementi utili per controbattergli efficacemente.
Gli spin doctor democratici notarono che, sempre più spesso, durante i discorsi pubblici e le interviste, Quayle si trovava a rispondere a domande sulla sua giovane età, sulla sua scarsa esperienza parlamentare, sul suo servizio nella Guardia Nazionale (che, secondo alcune fonti, gli aveva evitato di partecipare alla guerra del Vietnam) e, in generale, sulla sua capacità di assumere il ruolo di presidente qualora chiamato legalmente a farlo. Notarono anche che il senatore repubblicano tendeva ad assumere posture che, a giudizio di Eckart, ricordavano quelle di John Fitzgerald Kennedy e del fratello Robert (tenendo la mano sinistra nella tasca della giacca e usando la destra per ravviarsi i capelli). Dopo qualche tempo, incalzato dalla regolare ripetizione dei quesiti sopra descritti, Quayle iniziò apertamente a comparare la propria esperienza politica a quella di Kennedy e più volte, seppur sconsigliato dal suo entourage, insistette sul punto nei propri discorsi.
Eckart, nei dibattiti di prova, iniziò quindi a imitare Quayle nell'atto di paragonarsi a Kennedy, osservando la reazione di Bentsen:
Della tendenza di Quayle a paragonarsi a JFK si era accorto anche Bob Shrum, storico ghostwriter di Ted Kennedy, fratello di John Fitzgerald e Robert. Egli propose al senatore del Massachusetts di stigmatizzare pubblicamente l'abuso del nome del fratello; questi declinò la proposta e suggerì di affidare una replica proprio a Bentsen in sede di dibattito. Shrum pertanto chiese al candidato vicepresidente democratico quale fosse stato il suo rapporto col presidente assassinato a Dallas nel 1963 e scoprì che i due erano amici e avevano lavorato insieme in sede congressuale; Bentsen disse che "in nessun modo" Quayle poteva paragonarsi a Kennedy.
Approfondito questo aspetto, si concordò, in vista del dibattito del 5 ottobre ad Omaha, di attendere che Quayle riproponesse eventualmente il paragone e, se ciò fosse accaduto, di rispondergli subito e incisivamente, facendo leva proprio sul legame personale che Bentsen aveva avuto con JFK; si dovettero però vincere le resistenze di quest'ultimo, particolarmente restio a compiere quello che ritenne un "atto di opportunismo" sfruttando il nome di un presidente assassinato.

## Dibattito

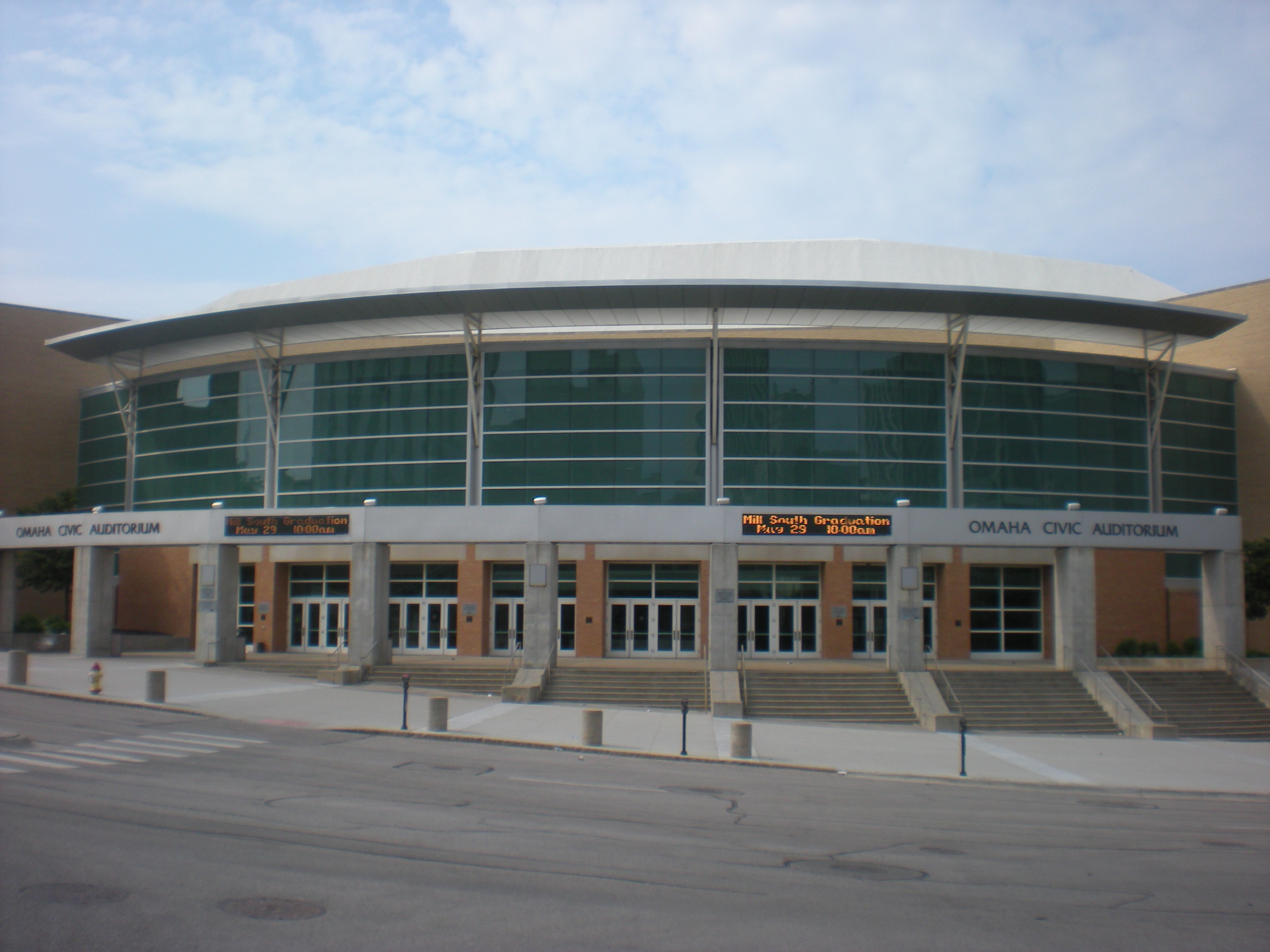
L'Omaha Civic Auditorium, sede del dibattito vicepresidenziale del 5 ottobre 1988

Al dibattito, il candidato repubblicano, nuovamente interpellato sui temi della sua gioventù e inesperienza, inizialmente rispose con distacco: la sua linea prevedeva di evitare lo scontro diretto con Bentsen, preferendo accusare il candidato presidente Michael Dukakis di essere eccessivamente orientato a sinistra. Quando però il moderatore Tom Brokaw gli domandò come si sarebbe comportato qualora chiamato a subentrare alla presidenza, Quayle palesò irritazione e dapprima rimarcò come tale quesito gli fosse già stato posto tre volte, quindi disse di avere "molta più esperienza di altri che avevano ricoperto la carica di vicepresidente" ed infine chiamò nuovamente in causa JFK dicendo:
Subito un'altra moderatrice, Judy Woodruff, chiese a Bentsen di replicare, e il senatore democratico disse:
Dopo un prolungato applauso da parte del pubblico, Quayle definì "fuori luogo" la frase di Bentsen, il quale per tutta risposta rimarcò:

## Conseguenze
Lo scambio di battute tra Quayle e Bentsen venne prontamente ripreso dal Partito Democratico nei propri messaggi elettorali, nonché in ambito comico e umoristico: tra gli altri, il programma Saturday Night Live parodiò il dibattito utilizzando un attore bambino per impersonare il candidato vicepresidente repubblicano.
Si può tuttavia affermare che il fatto ebbe un impatto limitato sugli esiti della campagna elettorale: Quayle si dichiarò soddisfatto dall'andamento del confronto, in cui Bentsen, a suo avviso, non aveva adeguatamente difeso Dukakis dalle sue accuse. Secondo alcune fonti, inoltre, la risposta tagliente e arguta di Bentsen avrebbe contribuito a offuscare la credibilità del candidato democratico alla presidenza, la cui indole introversa e riservata era interpretata da una larga fetta dell'opinione pubblica come indice di apatia e scarsa passionalità, specialmente in abbinamento ad un running mate più anziano di 12 anni, politicamente ben più esperto e, in definitiva, dalla fisionomia "più presidenziale". Alla prova delle urne, il ticket repubblicano Bush-Quayle sconfisse nettamente Dukakis e Bentsen, sopravanzandoli dell'8% nel voto popolare e conquistando 426 grandi elettori contro i 111 democratici. In sede di voto elettorale, inoltre, uno dei grandi elettori della Virginia Occidentale indicò quale presidente Bentsen in luogo di Dukakis.

## Citazioni successive
Come accennato, la frase di Bentsen è presto entrata stabilmente a far parte della comunicazione politica statunitense, venendo ripresa, citata o parafrasata in diverse circostanze, anche in altri Paesi.
Nel 1992, nel suo discorso programmatico alla convention repubblicana, l'ex presidente repubblicano Ronald Reagan parafrasò l'espressione di Bentsen in chiave critica contro il candidato democratico Bill Clinton, ironizzando al contempo sulla sua età ormai avanzata:
Sempre in occasione della campagna elettorale del 1992, Quayle, che si ripresentava come candidato repubblicano alla vicepresidenza in ticket con Bush, si ritrovò in dibattito con l'omologo democratico Al Gore, in ticket con Clinton. Gore, volendo criticare il fatto che Bush aveva comparato il proprio mandato a quello di Harry Truman, sbeffeggiò l'avversario richiamando l'episodio di quattro anni prima:
Nel 2012, durante la convention del Partito Conservatore britannico a Birmingham, l'allora ministro degli Esteri William Hague parafrasò la frase di Bentsen per rispondere a un discorso in cui, qualche giorno prima, il leader laburista Ed Miliband aveva accostato la propria linea politica al conservatorismo uninazionale di Benjamin Disraeli:
Sempre nel 2012, durante la campagna elettorale per le presidenziali, nel corso di un dibattito televisivo, il candidato alla vicepresidenza democratico e vicepresidente uscente Joe Biden, in ticket con Barack Obama, apostrofò ironicamente il rivale repubblicano Paul Ryan, candidato a ricoprire il ruolo di vice di Mitt Romney, dopo che Ryan aveva menzionato alcune decisioni adottate durante la presidenza Kennedy in tema sanitario, con l'espressione «Oh, now you're Jack Kennedy?» («Oh, adesso sei Jack Kennedy?»).